# Psilomerus lumawigi
Psilomerus lumawigi är en skalbaggsart som beskrevs av Hüdepohl 1992. Psilomerus lumawigi ingår i släktet Psilomerus och familjen långhorningar.
Artens utbredningsområde är Filippinerna. Inga underarter finns listade i Catalogue of Life.